# Coop Kaffe
Coop Kaffe är ett kaffemärke som produceras av Coop Kaffe AS som ägs av Coop Norge och saluförs i norska Coop-butiker. Det finns tolv olika sorter, inkl. ekologiskt.

## Historia
Efter andra världskriget var det ransonering på kaffe, och Coop NKL fick inte in tillräckligt mycket kaffe och köpte därför in från andra importörer. Kaffets kvalitet kunde på denna tiden variera då man inte kunde testa det rostade kaffet utan endast de råa kaffebönorna. 1953 löste Coop NKL detta genom att distribuera sitt eget importerade kaffe och testa det rostade kaffet. Efter 1960 introducerade Coop NKL vakuumförpackat kaffe.